# 川崎市立中野島中学校
川崎市立中野島中学校（かわさきしりつ なかのしまちゅうがっこう）は、神奈川県川崎市多摩区中野島にある公立中学校。略称は「中中」（なかちゅう）。

## 概要
二ヶ領用水のほとりに立つ。

## 校区
布田、中野島、中野島1～6丁目、菅稲田堤3丁目、菅1丁目（7～15番）、和泉、菅北浦1丁目（3～12番）、菅北浦2丁目（4～26番）、菅北浦5丁目（1～5番）、菅馬場1丁目、菅馬場2丁目（1～19番）。
小学校区では、下布田小学校の全部、中野島小学校の殆ど、東菅小学校の一部に相当する。

## アクセス
- JR南武線中野島駅より徒歩5分

## 沿革
- 平成22年11月3日　創立50周年記念式典祝賀挙行
- 平成24年4月1日　市研究推進校（理科）

## 委員会・部活動等
近年、運動部の活躍が目覚しい。
- 男子サッカー部　中体連・川崎市大会優勝（2002年、2004年、2005年）
- 男子バスケットボール部　市新人大会優勝（2010年）・同県大会ベスト16（2011年）、市春季大会優勝（2011年）、中体連・川崎市大会準優勝（2010年）・同第三位（2009年）
- 女子バスケットボール部　中体連・川崎市大会優勝（2006年）・準優勝（2009年）・第三位（2010年）
- 合唱部　川崎市準優勝（2009年、2010年）
- 吹奏楽部　川崎吹奏楽コンクール金賞・代表（2013年）、神奈川県吹奏楽コンクール銀賞（2013年）
- 文化総合部囲碁部門 　川崎市囲碁大会優勝（2020年）
- 卓球部　市総合体育大会　男女　優勝　（2019年）

## 著名人
【教員】
- 中村純子（東京学芸大学教育学部准教授）

【生徒】
- 遠野なぎこ （女優）
- 信平和也（バスケットボール選手）
- 信平優希（バスケットボール選手）
- 榎本葵（元プロ野球選手）
- やしろ優（お笑い芸人）
- 三好康児（サッカー選手）
- 遠藤光（サッカー選手）